# Lijst van vlaggen van Zuid-Soedanese deelgebieden
Hieronder staat een lijst van vlaggen van Zuid-Soedanese deelgebieden. Zuid-Soedan heeft tien staten, twee bestuurlijke gebieden en één gebied met een speciale bestuurlijke status. De tien staten hebben staatsvlaggen aangenomen.

## Vlaggen van staten

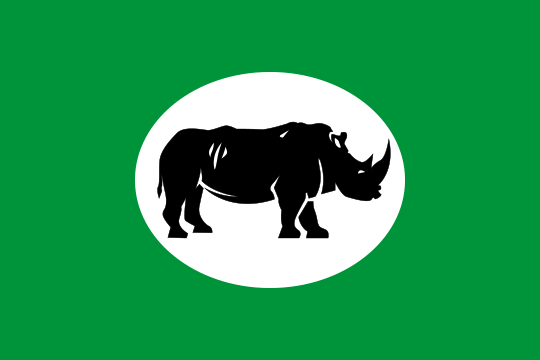
Central Equatoria
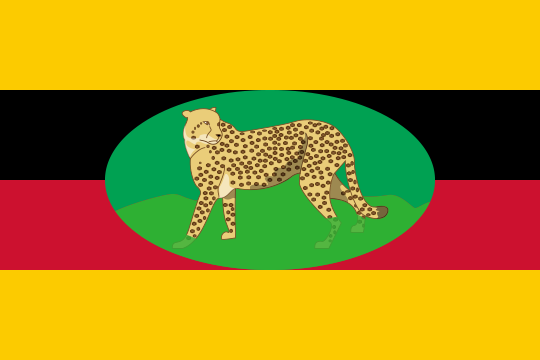
Eastern Equatoria
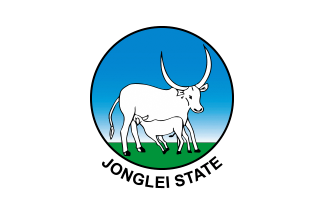
Jonglei
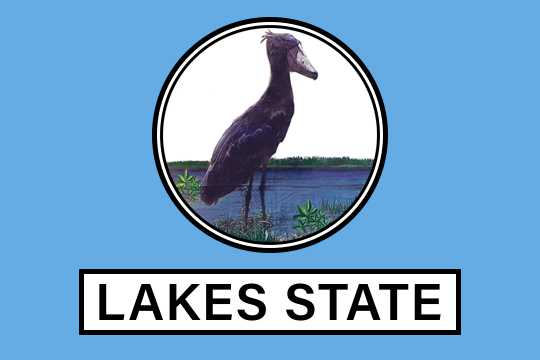
Lakes
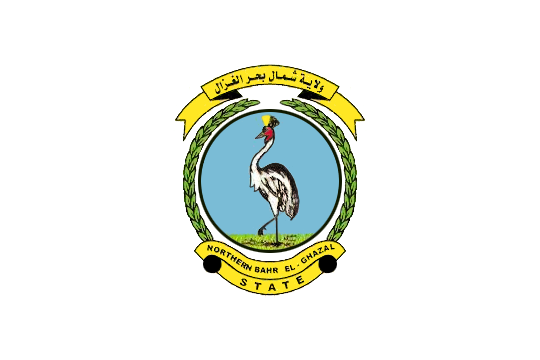
Northern Bahr el Ghazal
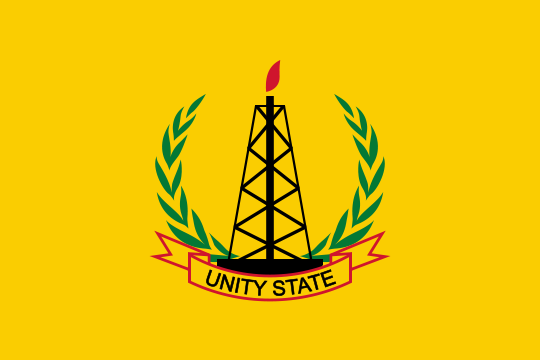
Unity
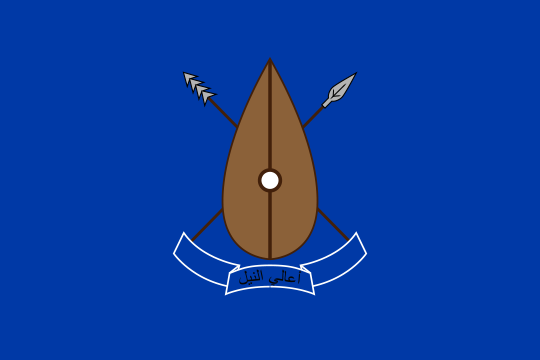
Upper Nile
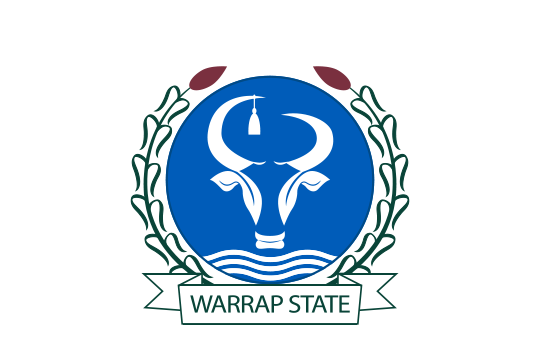
Warrap
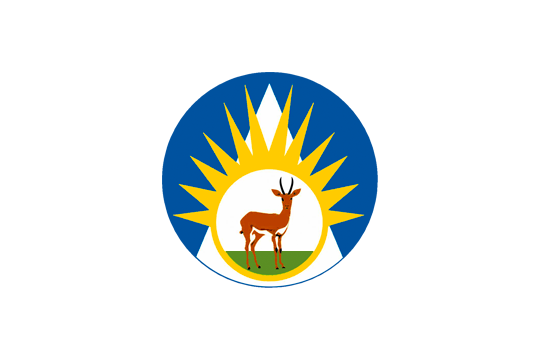
Western Bahr el Ghazal
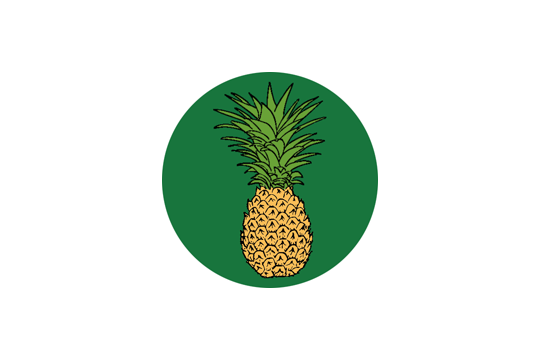
Western Equatoria

## Vlaggen van administratieve gebieden

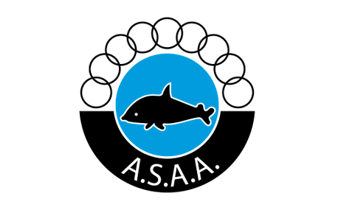
Abyei Special Administrative Area
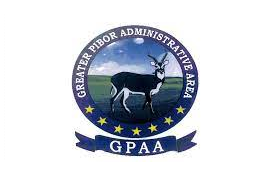
Greater Pibor Administrative Area
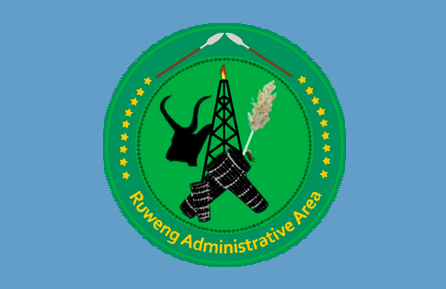
Ruweng Administrative Area

## Vlaggen van regio's

Equatoria